# Farine de bois

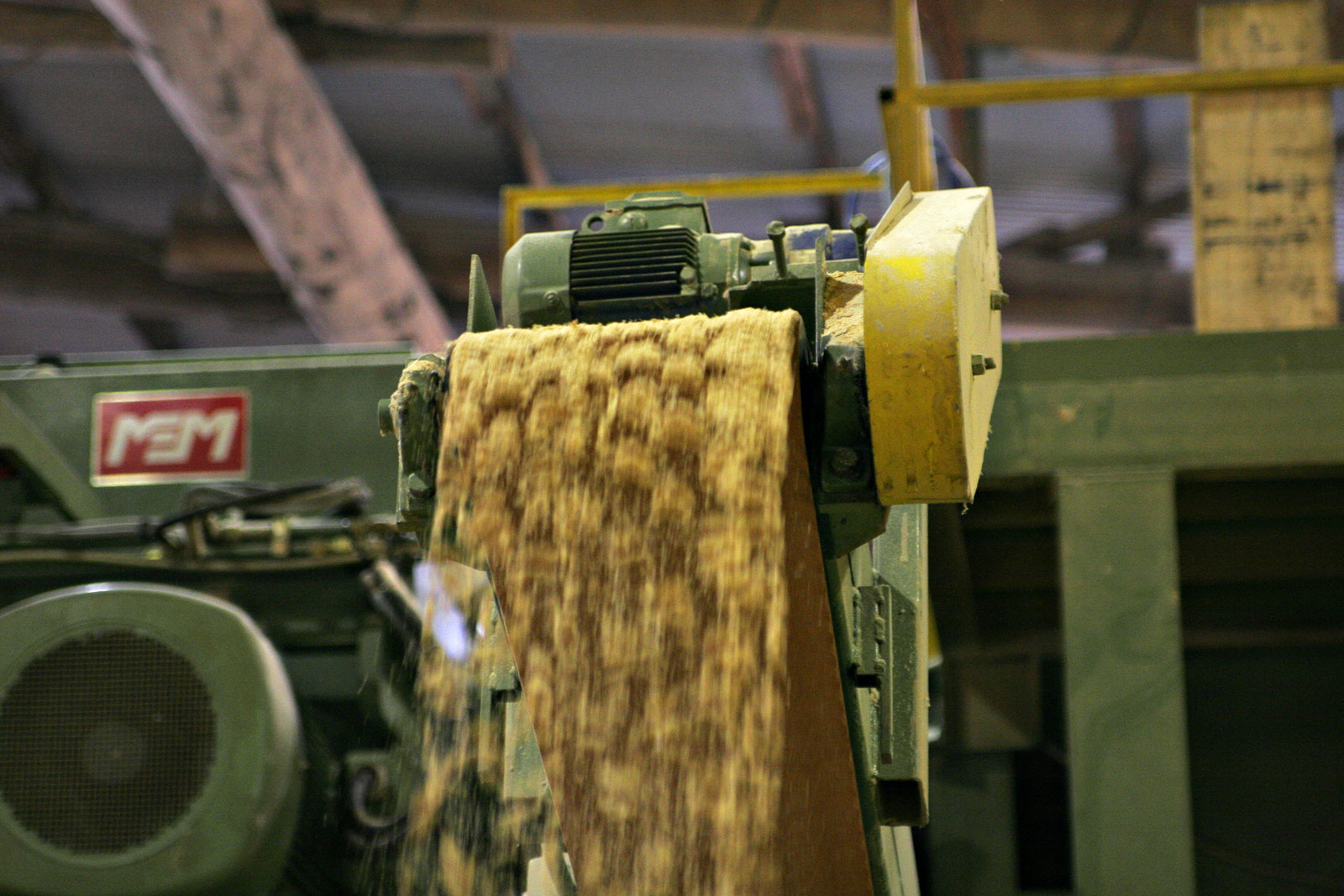
Déchets de sciure de bois provenant de la coupe dans un moulin à bois.

La farine de bois, ou poudre de bois, est une sciure de bois dont la finesse des particules varie entre la taille d'une fine poudre et celle de grains de riz[source secondaire nécessaire]. Il ne s'agit pas d'un produit alimentaire.
La farine de bois est un matériau qui peut être utilisé dans la fabrication de matériaux composites bois-plastique, comme des planches pour terrasses, ou des pièces de voiture.
Elle peut également être utilisée de façon occasionnelle pour la confection de pièces d'artifice, ou des amorces pour la pêche.
Son emploi demande des précautions en raison, notamment, des risques d'incendie - explosion et de survenance de cancers à la suite de son inhalation.